# ليو يي فاي
ليو يي فاي (بالصينية: 刘亦菲) واسم ولادتها أن فينغ (安风) وإسمها القانوني ليو تشيان فوميكو (刘茜美子) من (مواليد 25 أغسطس 1987)، هي مغنية وممثلة وعارضة أزياء صينية شهيرة. متحصلة على الجنسية الأمريكية. تعد واحدة من أجمل الممثلات الصينيات، حيث تلقب في صناعة السينيما والترفيه بالأخت الحورية (Fairy Sister).

## حياتها الشخصية
عام 2015 وخلال تصوير الفيلم الصيني الطريقة الثالثة للحب بدأت ليو مواعدة شريكها في البطولة الممثل الجنوب كوري سونغ سيونغ هون قبل أن ينفصلا في يناير 2018.

## أعمالها

### مسلسلات
| السنة | العنوان                         | العنوان الصيني | الدور             | الملاحظات |
| ----- | ------------------------------- | -------------- | ----------------- | --------- |
| 2003  | The Story of a Noble Family     | 金粉世家       | Bai Xiuzhu        |           |
| 2003  | Demi-Gods and Semi-Devils ‏      | 天龙八部       | Wang Yuyan ‏       |           |
| 2005  | Chinese Paladin ‏                | 仙剑奇侠传     | Zhao Ling'er ‏     |           |
| 2005  | Doukou Nianhua                  | 豆蔻年华       | Teacher Xiao Zhao |           |
| 2006  | The Return of the Condor Heroes | 神鵰俠侶       | Xiaolongnü        |           |

### أفلام
| السنة | العنوان               | العنوان الصيني       | الدور             | الملاحظات |
| ----- | --------------------- | -------------------- | ----------------- | --------- |
| 2004  | Love of May           | 五月之恋             | Zhao Xuan         |           |
| 2004  | The Love Winner       | 喜歡你喜歡我         | Jin Qiaoli        |           |
| 2006  | Abao's Story          | 阿宝的故事           | Xixi              | Cameo     |
| 2008  | المملكة المحرمة       | 功夫之王             | السبارو الذهبي    |           |
| 2010  | Love in Disguise      | 恋爱通告             | Song Xiaoqing     |           |
| 2011  | A Chinese Fairy Tale ‏ | 倩女幽魂             | Nie Xiaoqian      |           |
| 2011  | White Vengeance       | 鸿门宴               | Consort Yu        |           |
| 2012  | The Four ‏             | 四大名捕             | Wu Qing           |           |
| 2012  | The Assassins ‏        | 铜雀台               | Lingju / Diaochan |           |
| 2013  | The Four II           | 四大名捕2            | Wu Qing           |           |
| 2014  | The Four III          | 四大名捕3            | Wu Qing           |           |
| 2014  | For Love or Money ‏    | 露水红颜             | Xing Lu           |           |
| 2015  | منبوذ (فيلم 2014)     | 白幽灵传奇之绝命逃亡 | Zhao Lian         |           |
| 2015  | الطريقة الثالثة للحب  | 第三種愛情           | زو يو             |           |
| 2016  | Night Peacock         | 夜孔雀               | Elsa              | [ 6 ]     |
| 2016  | Never Gone ‏           | 原来你还在这里       | Su Yunjin         | [ 7 ]     |
| 2016  | The Chinese Widow     | 營救飛虎隊           | Ying              | [ 8 ]     |
| 2017  | Once Upon a Time ‏     | 三生三世十里桃花     | Bai Qian          | [ 9 ]     |

### ألبومات
| معلومات عن الألبوم                                                                                 | قائمة الأغاني | ملاحظات      |
| -------------------------------------------------------------------------------------------------- | --- | ------------ |
| عنوان: ليو يي فاي شركة التوزيع: سوني بي إم جي (هونغ كونغ) نسخة محدودة تاريخ الإصدار: 31 أغسطس 2006 | 1. 泡芙女孩 2. 就要我滋味 3. 心悸 4. 幸运草 5. 放飞美丽 6. 世界的秘密 7. 一克拉的眼泪 8. 做你的秒钟 9. 毛毛雨 10. 爱的延长赛                                                                                                | ألبوم صيني   |
| عنوان: All My Words شركة التوزيع: سوني للترفيه الموسيقي اليابانية تاريخ الإصدار: 6 سبتمبر 2006     | 1. 真夜中のドア 2. 恋する週末 3. HAPPINESS 4. 愛のミナモト 5. どこまでも ひろがる空に向かって 6. テノヒラノカナタ 7. My sunshiny day 8. 世界の秘密 9. CLOSE TO ME 10. 月の夜 11. スピード 12. Pieces of my words ～言の花～ | ألبوم ياباني |

### أغاني منفردة
| معلومات عن الألبوم                                                                                 | قائمة الأغاني                                                                         | ملاحظات      |
| -------------------------------------------------------------------------------------------------- | ------------------------------------------------------------------------------------- | ------------ |
| عنوان: Mayonaka no door شركة التوزيع: سوني للترفيه الموسيقي اليابانية تاريخ الإصدار: 19 يوليو 2006 | 1. 真夜中のドア 2. brightly 3. 真夜中のドア (Instrumental) 4. brightly (Instrumental) | ألبوم ياباني |

## روابط خارجية
- الموقع الرسمي
- ليو يي فاي على موقع IMDb (الإنجليزية)
- ليو يي فاي على موقع قاعدة بيانات الأفلام العربية
- ليو يي فاي على موقع ألو سيني (الفرنسية)
- ليو يي فاي على موقع ميوزك برينز (الإنجليزية)
- ليو يي فاي على موقع ميوزك برينز (الإنجليزية)
- ليو يي فاي على موقع أول موفي (الإنجليزية)
- ليو يي فاي على موقع قاعدة بيانات الأفلام السويدية (السويدية)
- ليو يي فاي على موقع قاعدة بيانات الفيلم (الإنجليزية)
- ليو يي فاي على موقع كينوبويسك (الروسية)